# Lubiechowa
Lubiechowa (Duits: Liebental, Hohen-Liebental) is een dorp in de Poolse Woiwodschap Neder-Silezië, in het district Złotoryja. De plaats maakt deel uit van de landgemeente Świerzawa. Lubiechowa heeft 563 inwoners in 2011.
Lubiechowa ligt 4 kilometer ten zuidwesten van Świerzawa, 16 kilometer ten zuiden van Złotoryja en 85 kilometer ten westen van Wrocław. De plaats ligt aan de voet van de Okole, een uitgedoofde vulkaan.
Tot 1945 lag Lubiechowa in Duitsland.